# 越南共和國國旗

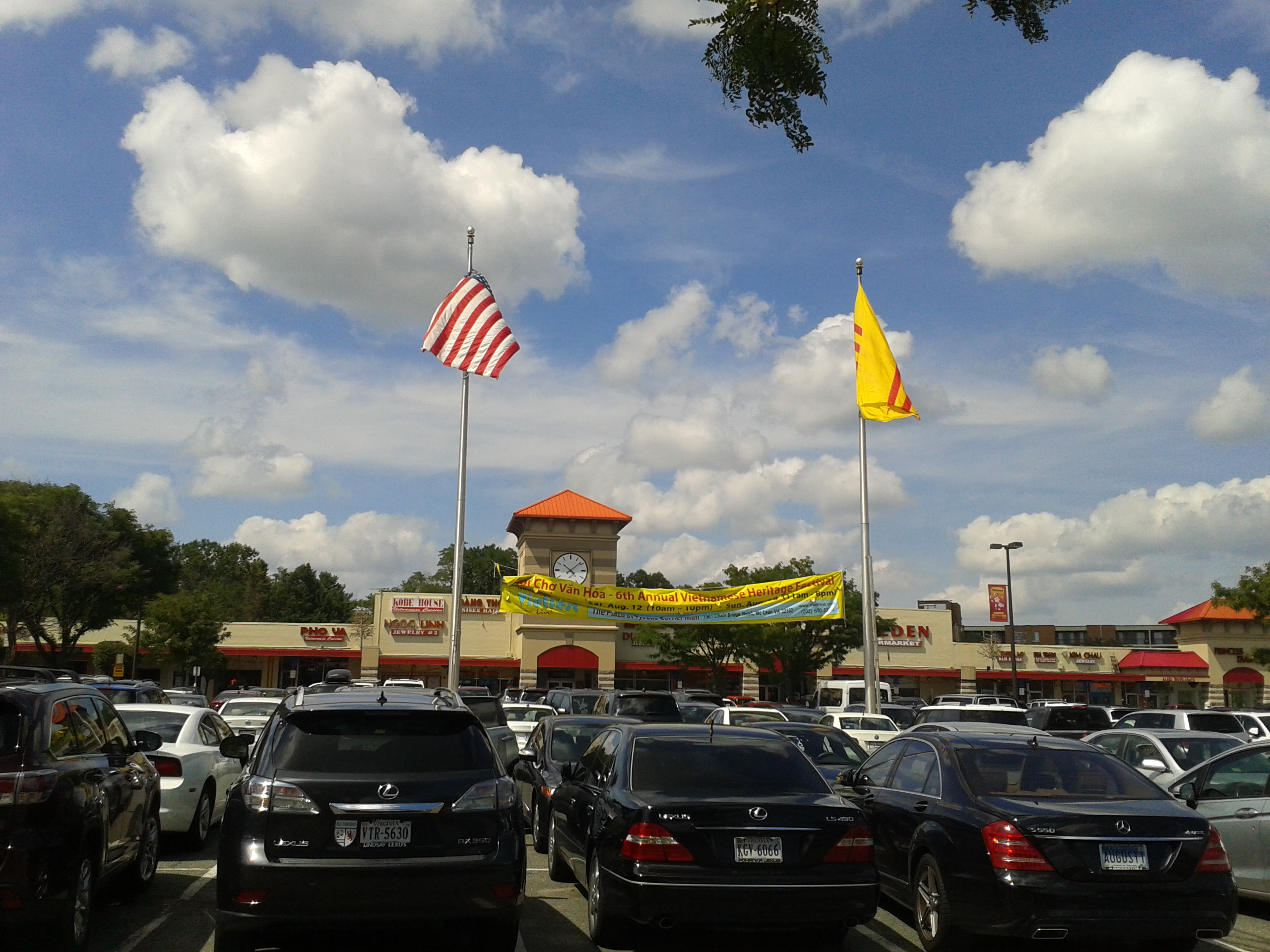
弗吉尼亚福爾斯徹奇的越南裔聚居区Eden Center，挂有美国和南越国旗

越南共和國國旗，又名黄底三线旗，旗面為黃底，中間有三條紅色條紋。這面國旗在1948年由畫家黎文第設計，成為越南國和越南共和國的國旗，1975年越南共和国灭亡后被废除。目前黄底三线旗在越南内被禁止使用（与越南战争有关的宣传电影除外）。現在越南以外的反對共產主義政權的越南裔移民（特别是越南船民后裔）仍廣泛使用此旗作为民族象征。美國南加州和德克萨斯州的越南人聚居区普遍有此旗长期悬挂。2005年，加利福尼亚州的圣何塞议会通过决议，规定三线旗为越南在该市的代表旗帜。

## 象征含义
红、黄二色始终是越南旗帜的主色调，此色调早在西山朝便已出现。
三線旗原本取自乾卦圖案，乾卦為六十四卦之首，代表“天”。乾卦在先天八卦方位中代表南方，代表越南處於南方，阮朝国号（1839年起）亦是大南；1945年的越南帝國國旗則取离卦，在後天八卦方位中南为离卦。
1948年6月2日越南臨時中央政府總理阮文春中將簽署政令頒布了黃底三線旗的設計，5日在下龍灣附近與法國簽訂《下龍灣協議》時首次升起，隨後成為保大皇帝受法國政府扶植建立的越南國的國旗，1955年吳廷琰建立的越南共和國亦繼承了此旗。
越南共和国官方解释国旗含义为：黃色代表黃皮膚（或代表越南土地），紅色代表鮮血（或代表越南人民與鮮血），三條红色橫線代表北圻、中圻、南圻三個地區（或代表「自由」、「民主」、「人權」）。
1975年，越南共和國滅亡後，至今三線旗仍然是國外反對越共政權的越僑人民普遍使用的民族標誌。
1975年，北越政权灭亡了南越，在越南南方建立过渡政权“越南南方共和国”，废除黄底三线旗，采用一面金星红旗的变体旗帜（下半部分为蓝色）。直到次年南北统一，金星红旗成为全国的国旗。
有觀點認為1890年成泰帝下詔使用三線旗作為國旗，一些學者也聲稱這是越南第一面真正意義上的國旗，而非代表王朝或君主的旗幟。然而這個觀點遭到了世界旗幟網的反對，並指出成泰帝時代的畫作並無三線旗出現，相關的網路言論皆不可信。

## 使用

### 反對逃犯條例修訂草案運動
越南共和國國旗在2019年反對逃犯條例修訂草案運動中被前往香港支持抗議活動的越僑示威者使用。

## 颜色格式标准
| Scheme      | 黃色        | 紅色        |
| ----------- | ----------- | ----------- |
| Pantone     | Yellow 116  | Red 032     |
| CMYK        | 0.0.100.0   | 0.90.86.0   |
| RGB         | (255,255,0) | (250,60,50) |
| Hex triplet | #FFFF00     | #EF4135     |
| NCS         | S 0570 G70Y | S 0580 Y80R |

## 类似旗帜

越南帝国国旗（1945）
“龙旌帝旗”（Long tinh Đế kỳ）启定帝和保大帝的个人旗帜，1920年－1945年使用
1945年5月至8月使用，是「龍旌帝旗」的比例调整版本
南圻自治共和國 1945年－1949年
越南共和國军 1955年－1975年